# Bretxa piroclàstica
Les bretxes piroclàstiques o bretxes volcàniques són roques piroclàstiques amb un predomini de piroclasts jovenívols o accidentals angulosos i de dimensions inferiors als 64 mm, generades directament durant una erupció volcànica explosiva.